# Close Lobsters
Close Lobsters est un groupe de rock indépendant britannique, originaire de Paisley, près de Glasgow, en Écosse. Close Lobsters apparaissent avec la vague pop et noisy-pop de 1986 et figure sur la compilation C86, avec le titre Firestation Towers.

## Biographie
Close Lobsters gagne en popularité avec le morceau Firestation Towers issu de la compilation C86 du NME. Ils signent chez Fire Records, et publient leur premier single Going to Heaven to See If It Rains en octobre 1986. Ils publient un deuxième single, Never Seen Before, en avril 1987 qui renforce leur réputaiton de groupe indépendant.Ils publient ensuite deux albums : Foxheads Stalk This Land est publié en 1987, et Headache Rhetoric en 1989.  Rolling Stone considère Foxheads Stalk This Land comme « de la pop guitare de premier choix de la part d'un groupe au top. Close Lobsters aurait pu être un autre groupe de jangle, mais ils font plus qu'imiter les Rickenbackers. »
Leur popularité sur les chaines de radio universitaires les mène à être invités au New York Music Seminar en 1989, qui est suivi, en retour, par une tournée américaine. Ils tournent intensément au Royaume-Uni, en Allemagne, et en Amérique du Nord. Le groupe finit par se séparer.
Une compilation rétrospective intitulée Forever, Until Victory! - dont le titre s'inspire d'une lettre de Ernesto « Che » Guevara à Fidel Castro, « Hasta la victoria siempre! » - est publié le 5 octobre 2009 chez Fire Records. Le morceau Let's Make Some Plans des Close Lobsters est repris par Wedding Present sur la face B de leur single California en 1992.
En mars 2012, Close Lobsters se réunit pour le deuxième Popfest de Madrid, Glasgow, le troisième Popfest à Berlin et le NYC Popfest en 2013. En mai 2014, les Close Lobsters jouent au Popfest de Copenhague et publient un nouvel EP, Kunstwerk in Spacetime. Le premier single, Now Time, attire l'intérêt en juillet 2014.
Leur morceau Let's Make Some Plans est repris par The Luxembourg Signal sur la face B de leur single Laura Palmer en 2017.

## Discographie

### Albums studio
- 1987 : Foxheads Stalk this Land
- 1988 : What Is There to Smile About
- 1989 : Headache Rhetoric
- 2009 : Forever Until Victory

### Singles et EP
- 1986 : Going to Heaven to See If It Rains (Fire) (#9[6])
- 1987 : Never Seen Before (Fire) (#11[6])
- 1987 : Let's Make Some Plans (Fire) (#17[6])
- 1988 : What Is There to Smile About? (Fire)
- 1988 : Evening Show Sessions (Night Tracks)
- 1989 : Nature Thing (Fire)
- 1989 : Just Too Bloody Stupid (Caff)
- 2012 : Steel Love/ Head Above Water (Firestation Records)
- 2014 : Kunstwerk in Spacetime" EP (Shelflife Records)
- 2016 : Desire and Signs EP (Shelflife Records)